# Языкоглоточный нерв
Языкоглоточный нерв (лат. nervus glossopharyngeus) — IX пара черепных нервов. Является смешанным, содержит двигательные, парасимпатические и чувствительные волокна, отходящие соответственно от трёх ядер: двойного ядра (лат. nucleus ambiguus), нижнего слюноотделительного ядра (лат. nucleus salivatorius inferior) и ядра одиночного пути (лат. nucleus tractus solitarii).

## Функции
К функциям языкоглоточного нерва относятся:
- Двигательная иннервация шилоглоточной мышцы (лат. m. stylopharyngeus), поднимающей глотку;
- Парасимпатическая иннервация околоушной железы (лат. glandula parotis), обеспечивающая её секреторную функцию;
- Общая чувствительность глотки, миндалин, мягкого нёба, евстахиевой трубы, барабанной полости;
- Вкусовая чувствительность задней трети языка.

## Анатомия
Языкоглоточный нерв выходит из мозга на нижней поверхности 4-6 корешками позади оливы, ниже преддверно-улиткового нерва (VIII пары черепных нервов). Он направляется кнаружи и вперёд и выходит из черепа через передний отдел яремного отверстия. В области отверстия нерв несколько утолщается за счёт расположенного здесь верхнего ганглия (лат. ganglion superius (rostralis)). Выйдя через яремное отверстие языкоглоточный нерв вторично утолщается за счёт нижнего ганглия (лат. ganglion inferius (caudalis)), залегающего в каменистой ямочке (лат. fossula petrosa) на нижней поверхности пирамиды височной кости.
От основания черепа языкоглоточный нерв направляется вниз, идёт между внутренней сонной артерией и внутренней яремной веной, а затем образуя дугу, следует вперёд, несколько вверх и входит в толщу корня языка.

## Ветви
По своему ходу языкоглоточный нерв отдаёт ряд ветвей:
I. Ветви, начинающиеся от нижнего ганглия:
Барабанный нерв (лат. n. tympanicus) по своему составу является афферентным и парасимпатическим. Входит в барабанную полость и идёт по её медиальной стенке. Здесь он образует небольшой барабанный узел (лат. ganglion tympanica), а затем распадается на ветви, которые в слизистой оболочке среднего уха составляют барабанное сплетение (лат. plexus tympanicus).
Следующий участок нерва, который является продолжением барабанного сплетения, выходит из барабанной полости через расщелину канала малого каменистого нерва (лат. hiatus canalis n. petrosi minoris) под названием малого каменистого нерва (лат. n. petrosus minor). К последнему подходит соединительная ветвь от большого каменистого нерва (лат. n. petrosus major). Выходя из полости черепа через каменистоклиновидную щель (лат. fissura sphenopetrosa), малый каменистый нерв подходит к ушному ганглию, где происходит переключение парасимпатических волокон.
Все 3 отдела: барабанный нерв, барабанное сплетение и малый каменистый нерв — связывают нижний ганглий языкоглоточного нерва с ушным ганглием.
Чувствительные волокна барабанного нерва вместе с симпатическими сонно-барабанными нервами из внутреннего сонного сплетения, а также соединительной ветвью лицевого нерва образуют барабанное сплетение, от которого и отходит малый каменистый нерв.
II. Ветви, начинающиеся, от ствола языкоглоточного нерва:
1. Глоточные ветви (лат. rr. pharyngei) — это 3-4 нерва, начинаются от ствола языкоглоточного нерва там, где последний проходит между наружной и внутренней сонными артериями. Ветви направляются к боковой поверхности глотки, где, соединяясь с одноимёнными ветвями блуждающего нерва образуют глоточное сплетение
2. Сонная ветвь (лат. r. sinus carotici) — 1-2 тонкие ветви, проникает в стенку сонного синуса и сонного клубочка синокаротидной зоны, участвует в регуляции артериального давления
3. Ветвь шилоглоточной мышцы (лат. r. musculi stylopharyngei) идёт к соответствующей мышце и вступает в неё несколькими ветвями
4. Ветви миндалин (лат. rr. tonsillares) отходят от основного ствола 3-5 ветвями в том месте, где он проходит возле миндалины. Ветви эти короткие, направляются вверх и достигают слизистой оболочки нёбных дужек и миндалины.
5. Язычные ветви (лат. rr. linguales) являются концевыми ветвями языкоглоточного нерва. Они прободают толщу корня языка и разделяются в нём на более тонкие, соединяющиеся между собой ветви. Концевые разветвления этих нервов, несущих как вкусовые, так и волокна общей чувствительности, заканчиваются в слизистой оболочке задней трети языка, занимая область от передней поверхности надгортанника до желобовидных сосочков языка включительно. Не доходя до слизистой оболочки, эти ветви соединяются по средней линии языка с одноимёнными ветвями противоположной стороны, а также с ветвями язычного нерва от тройничного нерва)[3].

## Функция
Языкоглоточный нерв является смешанным, так как содержит в своём составе двигательные, чувствительные (в том числе вкусовые) и парасимпатические волокна. Соответственно в нём проходят волокна от нескольких ядер. Следует отметить, что из ядер, в которых начинаются волокна языкоглоточного нерва, также берут начало волокна других черепных нервов, а именно блуждающего, добавочного, подъязычного, а также промежуточного, который входит в систему лицевого нерва.В связи с этим некоторые авторы выделяют эти нервы в понятие «вагусная система».
Двигательные волокна берут своё начало от двойного ядра (лат. nucleus ambiguus), общего с блуждающим нервом. Двойное ядро расположено в ретикулярной формации, глубже заднего ядра блуждающего нерва в проекции треугольника блуждающего нерва (лат. trigonum n. vagi), расположенного в нижней части ромбовидной ямки. Двигательная порция волокон этого ядра, идущих в составе языкоглоточного нерва, иннервирует всего лишь одну мышцу — шилоглоточную, поднимающую глотку.
Секреторные, точнее слюноотделительные, волокна нерва начинаются в нижнем слюноотделительном ядре (лат. nucleus salivatorius inferior), клетки его рассеяны в ретикулярной формации продолговатого мозга между двойным ядром и ядром оливы. Преганглионарные волокна этого ядра идут в составе барабанного нерва, проходят барабанное сплетение и в составе малого каменистого нерва доходят до ушного ганглия. Отсюда выходят постганглионарные парасимпатические волокна, которые через анастомоз переходят в ветвь тройничного нерва (лат. n. auriculotemporalis) и достигают околоушной железы (лат. glandula parotis), обеспечивая её секреторную функцию.
Nucleus alae cinereae является вторым ядром общей чувствительности. Тела первых ядер располагаются в верхнем ганглии языкоглоточного нерва, располагающемся в области яремного отверстия. Дендриты этих нейронов направляются к глотке, миндалинам, языку, мягкому нёбу (в составе миндаликовых ветвей (лат. rr. tonsillares), глоточных ветвей (лат. rr. pharyngei) и язычных ветвей (лат. rr. linguales)), а также к слизистой оболочке барабанной полости и евстахиевой трубы (в составе барабанных нерва и сплетения). Соответственно nucleus alae cinereae является вторым ядром чувствительности для выше перечисленных областей.
Ядро одиночного пути (лат. nucleus tractus solitarii) является общим ядром для языкоглоточного и промежуточного нервов. Оно является релейным пунктом для вкусовых волокон. Если в составе промежуточного нерва (барабанная струна, лат. chorda tympani) проходят волокна вкусовой чувствительности от передних 2/3 языка, то языкоглоточный нерв содержит волокна вкусовой чувствительности от задней трети языка и надгортанника, которые проходят в составе его язычных ветвей.
Языкоглоточный нерв входит в состав рефлекторных дуг глоточного и нёбного рефлекса. Глоточный рефлекс вызывается прикосновением свёрнутой в трубочку бумажкой к задней стенке зева; наступают глотательные, иногда кашлевые и рвотные движения. Нёбный рефлекс получается в результате прикосновения к мягкому нёбу; ответной реакцией является поднятие последнего и язычка. Эти рефлексы играют важную роль при еде. Рефлекторная дуга этих рефлексов: чувствительные волокна языкоглоточного и блуждающего нервов → nucleus alae cinereae → nucleus ambiguus → двигательные волокна языкоглоточного и блуждающего нервов.

## Клиника поражения
Изолированное поражение языкоглоточного нерва встречается редко. В большинстве случаев вместе с ним также страдают блуждающий и добавочный нервы.
Причинами поражения языкоглоточного нерва, среди прочих, могут быть перелом основания черепа, тромбоз сигмовидного синуса, опухоль основания задней черепной ямки; аневризма позвоночной и основной артерий, менингит, неврит, прогрессивный бульбарный паралич и сирингобульбия.
Синдром поражения языкоглоточного нерва включает следующие объективные и субъективные симптомы:
- утрату вкусовой чувствительности на задней трети языка (гипо- или агейзия). При этом значение для неврологической топической диагностики имеет расстройство вкусовой чувствительности (как, кстати, и нарушение других видов чувствительности в полости рта) с одной стороны, так как чувствительные расстройства с обеих сторон могут быть обусловлены угнетением рецепторного аппарата в связи с патологией слизистой оболочки языка и стенок ротовой полости
- отсутствие глоточного и (или) нёбного рефлекса (следует учитывать два момента — во-первых топическое значение имеет только различие этих рефлексов с правой и левой сторон. Двустороннее отсутствие часто бывает чисто функциональным. Во-вторых нарушение глоточного и нёбного рефлексов наблюдается и при поражении блуждающего нерва)
- анестезия и анальгезия в верхних отделах глотки, в области мягкого нёба, зева, миндалин, передней поверхности надгортанника и основания языка. За счёт расстройства проприоцептивной чувствительности в языке может быть нарушено ощущение положения его в полости рта, что затрудняет пережёвывание и заглатывание твёрдой пищи.
- Нарушения двигательной функции (глотания) клинически не выражены ввиду незначительной функциональной роли шилоглоточной мышцы.
- Больным может отмечаться некоторая сухость во рту, но этот признак непостоянен и ненадёжен, так как снижение и даже выпадение функции одной околоушной слюнной железы (лат. glandula parotis) обычно с успехом компенсируют другие слюнные железы

К явлениям раздражения языкоглоточного нерва относится спазм глоточной мускулатуры — фарингоспазм, являющийся уже результатом поражения более высоких отделов центральной нервной системы или проявлением невроза.
Раздражение корковой проекционной области в глубинных структурах височной доли приводит к появлению ложных вкусовых ощущений (парагейзия). Иногда они могут быть предвестниками (аура) эпилептического припадка.
Языкоглоточная невралгия — невралгия языкоглоточного нерва является специфической болезнью. Боль при ней, как и при невралгии тройничного нерва, пароксизмальная и мучительная. Начало её внезапное, а продолжительность обычно небольшая. Боль чаще всего начинается с области основания языка, миндалин или мягкого нёба и распространяется в ухо. Пароксизмы могут быть спровоцированы глотанием, жеванием, кашлем или разговором. Если боль стойкая, следует заподозрить злокачественную опухоль глотки. Так же, как в случае с невралгией тройничного нерва, возможно, что боль вызывается компрессией проксимальной немиелинизированной части корешка языкоглоточного нерва кровеносным сосудом.

## Методика исследования
Следует отметить, что определённая анатомическая и функциональная общность IX и X черепных нервов обычно ведёт к сочетанности их поражения и исследование их функционального состояния проводится практически одновременно.
В этом разделе приводится только методика проверки вкусовой чувствительности задней трети языка, так как волокна вкусовой чувствительности к задней трети языка идут в составе языкоглоточного нерва, а блуждающий нерв не имеет к ним никакого отношения.
Вкусовая чувствительность проверяется путём нанесения с помощью пипетки или стеклянной палочки капли содержащего вкусовые раздражители раствора на симметричные точки языка. При этом следят, чтобы капля не растекалась по его поверхности. Больной после нанесения на язык каждой капли должен указать пальцем на одно из заранее написанных слов (горькое, солёное, кислое, сладкое) и затем тщательно прополоскать рот.
Следует иметь в виду, что различные вкусовые раздражители воспринимаются специфическими рецепторами, расположенными в слизистой оболочке языка преимущественно таким образом: рецепторы, воспринимающие горькое, в задней трети языка (языкоглоточный нерв), солёное — в задней трети языка и в его латеральных зонах (промежуточный и языкоглоточный нервы), кислое — также в латеральной части верхней поверхности языка и по бокам его, сладкое — в передних отделах языка (промежуточный нерв). Средняя часть спинки языка и его нижняя поверхность практически лишены вкусовых рецепторов.